# Politique de civilisation
La politique de civilisation est un concept avancé par Léopold Sédar Senghor, repris par le philosophe Edgar Morin dans l'ouvrage Pour une politique de civilisation, et repris par Nicolas Sarkozy durant la campagne présidentielle de 2007.